# Dexibuprofen
Dexibuprofen là thuốc chống viêm không steroid (NSAID). Nó là chất đồng hóa dextrorotatory hoạt động của ibuprofen. Hầu hết các công thức ibuprofen chứa hỗn hợp chủng của cả hai loại đồng phân.